# Midtskog
Ej att förväxla med gården Midtskogen i Elverums kommun
Midtskog, norsk gård belägen i Eidskogens socken, inte långt från Matrand. Där byggdes 1644 omkring kyrkan som medelpunkt en skans, varjämte även en broskans anlades, allt av trä, eftersom marken var hårt frusen. Den till 300 man uppgående besättningen flydde, då svenskarna under Gustaf Otto Stenbock anföll den 24 maj 1645. Stenbock lät uppbränna skansarna. Träffningen vid Matrand 1814 kallas stundom träffningen vid Midtskog, då en del av striden utkämpades på denna gårds grund.